# Métlaoui
Métlaoui (arabisch المتلوي, DMG al-Mitlawī) ist eine tunesische Stadt im Gouvernement Gafsa mit einer großen Mine.

## Lage
Die Stadt liegt im Westen Tunesiens – 40 km westlich von Gafsa und 50 km nördlich von Tozeur.
9 km nordwestlich befindet sich die Schlucht von Selja. Unmittelbar nördlich der Stadt verläuft eine Hügelkette in West-Ost-Richtung.

## Bevölkerung
In Métlaoui leben Angehörige der Bouyahia, Eljeridaya, Slama und Maâmar.
Im Jahr 2004 hatte die Stadt 37.099 Einwohner.

## Geschichte
Métlaoui wurde von Franzosen gegründet, nachdem diese im Jahr 1881 in Tunesien landeten und bald darauf die Phosphorlagerstätten fanden.
Im Jahr 2008 fanden in der Phosphatmine sechsmonatige Streiks statt.
Im Juni 2011 kamen bei Unruhen 13 Menschen ums Leben. Im Herbst 2011 suchte die Compagnie des phosphates de Gafsa, einige Arbeitsplätze neu zu besetzen. Es kam zu neuen Unruhen, da der Vorwurf entstanden war, die Gesellschaft bevorzuge Angehörige eines bestimmten Stammes.

## Verkehr
Die Stadt liegt an der Bahnstrecke Sousse-Tozeur sowie an den Straßen P3 – zwischen Gafsa und Tozeur – sowie C122 nach Norden.

## Wirtschaft
In Métlaoui befindet sich die größte Phosphatmine Tunesiens. Trotzdem ist die Stadt von Armut und hoher Arbeitslosigkeit geprägt. In Métlaoui gilt, als einzige Stadt in Tunesien, eine Ausgangssperre von 18 Uhr bis 6 Uhr (Stand Sommer 2011).

## Persönlichkeiten
- Ahmed Hafnaoui (* 2002), Schwimmer